# Endre Botka
Endre Botka (Budapest, 25 aprile 1994) è un calciatore ungherese, difensore del Kecskemét, in prestito dal Ferencváros, e della nazionale ungherese.

## Caratteristiche tecniche
Terzino destro di vecchio stampo leader difensivo e con gran senso della posizione, può essere impiegato anche come centrocampista destro.

## Carriera

### Club
Ha giocato nel campionato ungherese.

### Nazionale
Inizia la trafila con la nazionale ungherese nel 2009 con l'Under-16 disputando due partite, nel 2010 è chiamato dall'Under-17 dove gioca alcune gare di qualificazione all'europeo di categoria segnando una rete su 3 partite. Dal 2012 al 2013 ha fatto parte dell'Under-19 venendo impiegato in tre occasioni, alternandosi con l'Under-20 dove disputa una sola partita, dal 2014 fa parte dell'Under-21 con cui ha all'attivo quattro presenze.
Il 13 dicembre 2015 viene chiamato in nazionale maggiore dal CT Bernd Storck per uno stage con i migliori giovani ungheresi in vista dell'europeo 2016. Nel novembre 2016 viene convocato dal CT Bernd Storck in nazionale maggiore inserendolo nei convocati nell'amichevole contro la Svezia, fa il suo debutto in campo subentrando al minuto 69' al posto di Attila Fiola nel match che terminerà 2-0 a favore dei svedesi.

## Statistiche

### Presenze e reti nei club
Statistiche aggiornate al 19 maggio 2024.
| Stagione           | Squadra            | Campionato         | Campionato | Campionato | Coppe nazionali | Coppe nazionali | Coppe nazionali | Coppe continentali | Coppe continentali | Coppe continentali | Altre coppe | Altre coppe | Altre coppe | Totale | Totale |
| Stagione           | Squadra            | Comp               | Pres       | Reti       | Comp            | Pres            | Reti            | Comp               | Pres               | Reti               | Comp        | Pres        | Reti        | Pres   | Reti   |
| ------------------ | ------------------ | ------------------ | ---------- | ---------- | --------------- | --------------- | --------------- | ------------------ | ------------------ | ------------------ | ----------- | ----------- | ----------- | ------ | ------ |
| 2013-2014          | Honvéd II          | NBIII              | 19         | 1          | -               | -               | -               | -                  | -                  | -                  | -           | -           | -           | 19     | 1      |
| 2013-2014          | Honvéd             | NBI                | 3          | 0          | MK+MLK          | -+2             | -+0             | UEL                | -                  | -                  | -           | -           | -           | 5      | 0      |
| 2014-gen. 2015     | Kecskemét          | NBI                | 15         | 1          | MK+MLK          | 3+3             | 1+0             | -                  | -                  | -                  | -           | -           | -           | 21     | 2      |
| gen.-giu. 2015     | Honvéd             | NBI                | 10         | 0          | MK+MLK          | -+1             | -+0             | -                  | -                  | -                  | -           | -           | -           | 11     | 0      |
| 2015-2016          | Honvéd             | NBI                | 31         | 1          | MK              | 1               | 0               | -                  | -                  | -                  | -           | -           | -           | 32     | 0      |
| 2016-gen. 2017     | Honvéd             | NBI                | 17         | 0          | MK              | 2               | 0               |                    | -                  | -                  | -           | -           | -           | 19     | 0      |
| Totale Honvéd      | Totale Honvéd      | Totale Honvéd      | 61         | 1          |                 | 6               | 0               |                    | -                  | -                  |             | -           | -           | 67     | 1      |
| gen.-giu. 2017     | Ferencváros        | NBI                | 10         | 0          | MK              | 3               | 0               | UCL                | -                  | -                  | -           | -           | -           | 13     | 0      |
| 2017-2018          | Ferencváros        | NBI                | 28         | 0          | MK              | 2               | 1               | UEL                | 3                  | 1                  | -           | -           | -           | 33     | 2      |
| 2018-2019          | Ferencváros        | NBI                | 11         | 0          | MK              | 3               | 0               | UEL                | 1                  | 0                  | -           | -           | -           | 15     | 0      |
| 2019-2020          | Ferencváros        | NBI                | 22         | 1          | MK              | 1               | 0               | UCL+UEL            | 0+4                | 0                  | -           | -           | -           | 27     | 1      |
| 2020-2021          | Ferencváros        | NBI                | 19         | 0          | MK              | 2               | 0               | UCL                | 11                 | 0                  | -           | -           | -           | 32     | 0      |
| 2021-2022          | Ferencváros        | NBI                | 25         | 2          | MK              | 4               | 1               | UCL+UEL            | 3+3                | 0                  | -           | -           | -           | 35     | 3      |
| 2022-2023          | Ferencváros        | NBI                | 23         | 3          | MK              | 1               | 0               | UCL+UEL            | 4+7                | 0                  | -           | -           | -           | 35     | 3      |
| 2023-2024          | Ferencváros        | NBI                | 18         | 1          | MK              | 5               | 0               | UCL+UECL           | 2+5                | 0                  | -           | -           | -           | 30     | 1      |
| Totale Ferencváros | Totale Ferencváros | Totale Ferencváros | 156        | 7          |                 | 21              | 2               |                    | 43                 | 1                  |             | -           | -           | 220    | 10     |
| Totale carriera    | Totale carriera    | Totale carriera    | 254        | 10         |                 | 33              | 3               |                    | 43                 | 1                  |             | -           | -           | 330    | 14     |

### Cronologia presenze e reti in nazionale
| Cronologia completa delle presenze e delle reti in nazionale ― Ungheria | Cronologia completa delle presenze e delle reti in nazionale ― Ungheria | Cronologia completa delle presenze e delle reti in nazionale ― Ungheria | Cronologia completa delle presenze e delle reti in nazionale ― Ungheria | Cronologia completa delle presenze e delle reti in nazionale ― Ungheria | Cronologia completa delle presenze e delle reti in nazionale ― Ungheria | Cronologia completa delle presenze e delle reti in nazionale ― Ungheria | Cronologia completa delle presenze e delle reti in nazionale ― Ungheria |
| Data                                                                    | Città                                                                   | In casa                                                                 | Risultato                                                               | Ospiti                                                                  | Competizione                                                            | Reti                                                                    | Note                                                                    |
| ----------------------------------------------------------------------- | ----------------------------------------------------------------------- | ----------------------------------------------------------------------- | ----------------------------------------------------------------------- | ----------------------------------------------------------------------- | ----------------------------------------------------------------------- | ----------------------------------------------------------------------- | ----------------------------------------------------------------------- |
| 15-11-2016                                                              | Budapest                                                                | Ungheria                                                                | 0 – 2                                                                   | Svezia                                                                  | Amichevole                                                              | -                                                                       | 69’                                                                     |
| 23-3-2018                                                               | Budapest                                                                | Ungheria                                                                | 2 – 3                                                                   | Kazakistan                                                              | Amichevole                                                              | -                                                                       | 46’                                                                     |
| 8-10-2020                                                               | Sofia                                                                   | Bulgaria                                                                | 1 – 3                                                                   | Ungheria                                                                | Qual. Euro 2020                                                         | -                                                                       | 82’                                                                     |
| 11-10-2020                                                              | Belgrado                                                                | Serbia                                                                  | 0 – 1                                                                   | Ungheria                                                                | UEFA Nations League 2020-2021 - 1º turno                                | -                                                                       |                                                                         |
| 14-10-2020                                                              | Mosca                                                                   | Russia                                                                  | 0 – 0                                                                   | Ungheria                                                                | UEFA Nations League 2020-2021 - 1º turno                                | -                                                                       | 25’                                                                     |
| 12-11-2020                                                              | Budapest                                                                | Ungheria                                                                | 2 – 1                                                                   | Islanda                                                                 | Qual. Euro 2020                                                         | -                                                                       |                                                                         |
| 15-11-2020                                                              | Budapest                                                                | Ungheria                                                                | 1 – 1                                                                   | Serbia                                                                  | UEFA Nations League 2020-2021 - 1º turno                                | -                                                                       |                                                                         |
| 18-11-2020                                                              | Budapest                                                                | Ungheria                                                                | 2 – 0                                                                   | Turchia                                                                 | UEFA Nations League 2020-2021 - 1º turno                                | -                                                                       | 89’                                                                     |
| 28-3-2021                                                               | Serravalle                                                              | San Marino                                                              | 0 – 3                                                                   | Ungheria                                                                | Qual. Mondiali 2022                                                     | -                                                                       | 76’                                                                     |
| 4-6-2021                                                                | Budapest                                                                | Ungheria                                                                | 1 – 0                                                                   | Cipro                                                                   | Amichevole                                                              | -                                                                       |                                                                         |
| 15-6-2021                                                               | Budapest                                                                | Ungheria                                                                | 0 – 3                                                                   | Portogallo                                                              | Euro 2020 - 1º turno                                                    | -                                                                       |                                                                         |
| 19-6-2021                                                               | Budapest                                                                | Ungheria                                                                | 1 – 1                                                                   | Francia                                                                 | Euro 2020 - 1º turno                                                    | -                                                                       | 52’                                                                     |
| 23-6-2021                                                               | Monaco di Baviera                                                       | Germania                                                                | 2 – 2                                                                   | Ungheria                                                                | Euro 2020 - 1º turno                                                    | -                                                                       | 28’                                                                     |
| 5-9-2021                                                                | Elbasan                                                                 | Albania                                                                 | 1 – 0                                                                   | Ungheria                                                                | Qual. Mondiali 2022                                                     | -                                                                       | 88’                                                                     |
| 8-9-2021                                                                | Bucarest                                                                | Ungheria                                                                | 2 – 1                                                                   | Andorra                                                                 | Qual. Mondiali 2022                                                     | 1                                                                       | 90+1’                                                                   |
| 9-10-2021                                                               | Budapest                                                                | Ungheria                                                                | 0 – 1                                                                   | Albania                                                                 | Qual. Mondiali 2022                                                     | -                                                                       | 45+2’ 83’                                                               |
| 12-11-2021                                                              | Budapest                                                                | Ungheria                                                                | 4 – 0                                                                   | San Marino                                                              | Qual. Mondiali 2022                                                     | -                                                                       | 86’                                                                     |
| 24-3-2022                                                               | Budapest                                                                | Ungheria                                                                | 0 – 1                                                                   | Serbia                                                                  | Amichevole                                                              | -                                                                       | 80’                                                                     |
| 17-11-2022                                                              | Lussemburgo                                                             | Lussemburgo                                                             | 2 – 2                                                                   | Ungheria                                                                | Amichevole                                                              | -                                                                       | 78’                                                                     |
| 20-11-2022                                                              | Budapest                                                                | Ungheria                                                                | 2 – 1                                                                   | Grecia                                                                  | Amichevole                                                              | -                                                                       | 64’ 71’                                                                 |
| 23-3-2023                                                               | Budapest                                                                | Ungheria                                                                | 1 – 0                                                                   | Estonia                                                                 | Amichevole                                                              | -                                                                       | 84’                                                                     |
| 17-6-2023                                                               | Podgorica                                                               | Montenegro                                                              | 0 – 0                                                                   | Ungheria                                                                | Qual. Euro 2024                                                         | -                                                                       | 88’                                                                     |
| 20-6-2023                                                               | Budapest                                                                | Ungheria                                                                | 2 – 0                                                                   | Lituania                                                                | Qual. Euro 2024                                                         | -                                                                       |                                                                         |
| 14-10-2023                                                              | Budapest                                                                | Ungheria                                                                | 2 – 1                                                                   | Serbia                                                                  | Qual. Euro 2024                                                         | -                                                                       | 74’ 90+3’                                                               |
| 16-11-2023                                                              | Sofia                                                                   | Bulgaria                                                                | 2 – 2                                                                   | Ungheria                                                                | Qual. Euro 2024                                                         | -                                                                       | 42’ 81’                                                                 |
| 4-6-2024                                                                | Dublino                                                                 | Irlanda                                                                 | 2 – 1                                                                   | Ungheria                                                                | Amichevole                                                              | -                                                                       | 46’                                                                     |
| 23-6-2024                                                               | Stoccarda                                                               | Scozia                                                                  | 0 – 1                                                                   | Ungheria                                                                | Euro 2024 - 1º turno                                                    | -                                                                       |                                                                         |
| 10-9-2024                                                               | Budapest                                                                | Ungheria                                                                | 0 – 0                                                                   | Bosnia ed Erzegovina                                                    | UEFA Nations League 2024-2025 - 1º turno                                | -                                                                       | 83’                                                                     |
| 11-10-2024                                                              | Budapest                                                                | Ungheria                                                                | 1 – 1                                                                   | Paesi Bassi                                                             | UEFA Nations League 2024-2025 - 1º turno                                | -                                                                       | 46’                                                                     |
| 14-10-2024                                                              | Zenica                                                                  | Bosnia ed Erzegovina                                                    | 0 – 2                                                                   | Ungheria                                                                | UEFA Nations League 2024-2025 - 1º turno                                | -                                                                       |                                                                         |
| Totale                                                                  |                                                                         | Presenze                                                                | 30                                                                      |                                                                         | Reti                                                                    | 1                                                                       |                                                                         |

## Palmarès

### Club

#### Competizioni nazionali
- Coppa d'Ungheria: 2

Ferencváros: 2016-2017, 2021-2022
- Campionato ungherese: 6

Ferencváros: 2018-2019, 2019-2020, 2020-2021, 2021-2022, 2022-2023, 2023-2024